# Seb Palmer-Houlden
Sebastian Palmer-Houden (Bristol, 12 maggio 2004) è un calciatore inglese, attaccante del Gillingham.

## Carriera
È cresciuto nel settore giovanile del Bristol City, con cui ha firmato il primo contratto professionistico il 5 maggio 2022. Nell'agosto seguente ha giocato in prestito al Chippenham Town in National League South e nel febbraio del 2023 è passato allo Yeovil Town fino a maggio.
Il 21 luglio 2023 è stato ceduto in prestito per una stagione al Newport County ed il 5 agosto ha debuttato a livello professionistico nell'incontro di Football League Two perso 3-0 contro l'Accrington Stanley. Ha segnato il suo primo gol tre giorni più tardi in EFL Cup contro il Charlton.
Il 21 giugno 2024 è passato in prestito al Dundee, club della prima divisione scozzese, con cui realizza 5 reti in 33 partite di campionato giocate. A fine stagione viene ceduto a titolo definitivo al Gillingham, club della quarta divisione inglese.

## Statistiche

### Presenze e reti nei club
Statistiche aggiornate al 8 febbraio 2025.
| Stagione        | Squadra         | Campionato      | Campionato | Campionato | Coppe nazionali | Coppe nazionali | Coppe nazionali | Coppe continentali | Coppe continentali | Coppe continentali | Altre coppe | Altre coppe | Altre coppe | Totale | Totale | Totale |
| Stagione        | Squadra         | Comp            | Pres       | Reti       | Comp            | Pres            | Reti            | Comp               | Pres               | Reti               | Comp        | Pres        | Reti        | Pres   | Reti   |        |
| --------------- | --------------- | --------------- | ---------- | ---------- | --------------- | --------------- | --------------- | ------------------ | ------------------ | ------------------ | ----------- | ----------- | ----------- | ------ | ------ | ------ |
| ago. 2022       | Chippenham Town | NLS             | 5          | 0          | FACup           | 0               | 0               | -                  | -                  | -                  | -           | -           | -           | 5      | 0      |        |
| feb.-mag. 2023  | Yeovil Town     | NAT             | 3          | 0          | FACup           | 0               | 0               | -                  | -                  | -                  | FAT         | 0           | 0           | 3      | 0      |        |
| 2023-2024       | Newport County  | FL2             | 34         | 7          | FACup+CdL       | 5+2             | 1+1             | -                  | -                  | -                  | FLT         | 1           | 0           | 42     | 9      |        |
| 2024-2025       | Dundee          | SP              | 25         | 5          | CS+CdL          | 1+5             | 0+4             | -                  | -                  | -                  | -           | -           | -           | 31     | 9      |        |
| Totale carriera | Totale carriera | Totale carriera | 67         | 9          |                 | 13              | 6               |                    | -                  | -                  |             | 1           | 0           | 81     | 15     |        |